# Площадь Революции (Челябинск)
Пло́щадь Револю́ции — архитектурный комплекс, главная и наиболее известная площадь Челябинска, расположенная в центре города и ограниченная улицами Воровского и Кирова с запада, Цвиллинга с востока, Тимирязева с юга и проспектом Ленина с севера. Хотя считается, что на юге от площади Революции, за улицей Тимирязева, располагается Театральная площадь, все здания на второй (в том числе и сам театр Драмы, в честь которого эта площадь и называется Театральной) адресно принадлежат к первой.

## До революции

Пасхальные гулянья на Южной площади. 1913—1915 гг.

Изначально площадь называлась Южной, так как располагалась на южной окраине города, за чертой основной застройки, и была ограничена с севера Южным бульваром (ныне проспект Ленина).
Первое значительное каменное здание на площади, Народный дом, было построено в 1903 году по проекту уральского архитектора Рудольфа Карвовского. В непосредственной близости к Народному дому были построены два каменных дома, принадлежавших Андрею Максимовичу Батракову. В одном из них (ныне — Кирова, 118) разместилась первая городская пивоварня. В 1910 году на месте комплекса служб пересыльной тюрьмы, так называемого «тюремного замка», что располагался на пересечении улицы Уфимской (ныне — Кирова) и Южного бульвара было построено каменное двух-трёхэтажное здание отделения Государственного банка по проекту губернского инженера Баллога.
С северо-востока к площади примыкала территория Одигитриевского женского монастыря, строительство которого началось с конца XIX века. На площади регулярно проводились гуляния в связи с радостными и праздничными датами. В такие дни на площади располагались различные аттракционы. Также на площади располагался цирк. Кроме всего этого здесь присутствовали другие редкие деревянные строения. Пустырь Южной площади окружал с юга и востока берёзовый лес, на месте которого сейчас магазин «Ритм», Музей искусств, памятник В. Ленину и сквер площади Революции.

## После революции

Снос Вознесенской церкви Одигитриевского монастыря. Конец 20-х гг. XX в.

### Переименование
В рамках так называемого Первого переименования по распоряжению горсовета 1 мая 1920 года Южная площадь обретает своё сегодняшнее название, в честь Октябрьской революции большевиков.

### Некрополь

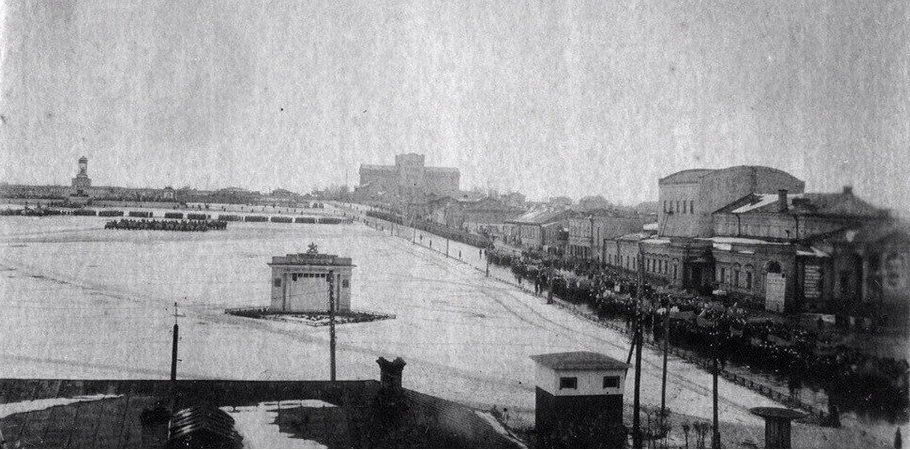
Некрополь на площади Революции, 1940 г. Справа Народный дом, на дальнем плане элеватор

Здание Народного дома, переделанное под Гортеатр в конце 30-х гг. XX в. Сейчас здесь располагается Молодёжный драмтеатр

В 1920 году на площади Революции, у Народного дома, был захоронен челябинский чекист Зимнох, убитый голубыми во время кражи важных документов. Позднее, 3 октября того же года здесь был погребён другой работник ГубЧК, убитый зелёными, серб Грбанов. Также в некрополе на площади были произведены погребения красных лётчиков. Все эти могилы были в 1950 году перенесены на Митрофановское и Лесное кладбище города.

### Генпланы 30-40-х гг.
В генеральных планах города 1936 и 1947 годов площади предоставлялась роль административного центра города, где должны располагаться главнейшие управляющие учреждения Челябинска. Центральная часть площади проектировалась для проведения демонстраций, праздников, митингов и парадов. Вокруг неё должны были располагаться монументальные здания административных и общественных учреждений. Через площадь должна была проходить улица Спартака (ныне пр. Ленина). Эта концепция сохранилась, но запланированная общая неоклассическая архитектурная стилистика зданий не была соблюдена. В ансамбле площади присутствуют, кроме неоклассических, также здания постконструктивистской архитектуры. Кроме того не был исполнен проект по строительству в южной части площади здания Дома советов (на месте предполагаемого расположения его сейчас находится театр Драмы).

### Обустройство площади[4]

#### 30-е годы
В 1934 году архитектором И. Ипполитовым было построено пятиэтажное здание гостиницы (ул. Воровского, 2), где сейчас располагается Арбитражный суд Челябинской области. Здание было задумано в стиле конструктивизма и строилось в нём же, но на последних этапах строительства было перестроено в неоклассическое.
В 1938 году по проекту архитекторов Кухтенкова и Максимова был построен жилой дом для работников областного исполкома (пр. Ленина, 54), которое обрамило площадь Революции с севера. В этом же году здание Государственного банка, в котором с 1936 года располагался обком КПСС, а сейчас размещается облдума, был реконструирован и получил два дополнительных этажа.

#### 40-е годы

Вид на площадь Революции с юго-запада. 1950-й год

Закрытый постановлением Президиума челябинского губисполкома 23 марта 1921 года Одигитриевский женский монастырь, выходивший на площадь, был снесён в конце 20-х годов. На месте монастыря в 1941-м по проекту архитектора Барагина возведено здание гостиницы «Южный Урал» (пр. Ленина, 52).
В 1942 году на площади появляется здание Управления Южно-Уральской железной дороги, спроектированное архитектором Помпеевым (пл. Революции, 3).

#### 50-е годы
В 1953 году был построен жилой дом с магазином «Ритм» (пр. Ленина, 53 — ул. Цвиллинга, 33), спроектированный архитектором Кладовщиковым.
Архитекторами Евтеевым и Серебровским в южной доле площади (Театральная площадь) в 1955 году было построено здание «Челябэнерго» (пл. Революции, 5). Напротив него в 1958 году было возведено здание Совета народного хозяйства Челябинского экономического административного района (проект А.И.Гришина, А.Г.Ивановой, Сломинского), сейчас в этом здании располагается мэрия (пл. Революции, 2).
В 50-е годы XX века также на площади формируется предусмотренный генпланом 1947 года сквер с аллеями, газонами, зелёными насаждениями и мраморно-чугунным фонтаном.
В 1959-м на площади Революции возводится памятник Владимиру Ленину, — авторы которого Зайков, Головницкий, архитектор Александров, — установленный на постаменте, окружённом трибуной.

#### 60-80-е годы
В 1968-72 годы на южной границе площади, по бокам, возводятся два восьмиэтажных здания по проекту архитектора Ильи Талалая. В 1973—1984 годах между ними появляется театр Драмы, спроектированный группой архитекторов в институте Челябгражданпроект.

#### 90-е годы
Формирование облика площади было завершено к концу 90-х годов со строительством в 1997-м здания «Инвестбанка» по проекту Полуэктова, в 1999 году — подземного торгового комплекса «Никитинского» по проекту Рувинова.
В 1991-93 годах произведена реконструкция здания Арбитражного суда, после которой на нём появились часы с курантами (проект Пономарёва, Рудника).

#### 2010-е годы
После реконструкции в 2014 году на площади появился музыкальный фонтан .

## Галерея
Общий вид:

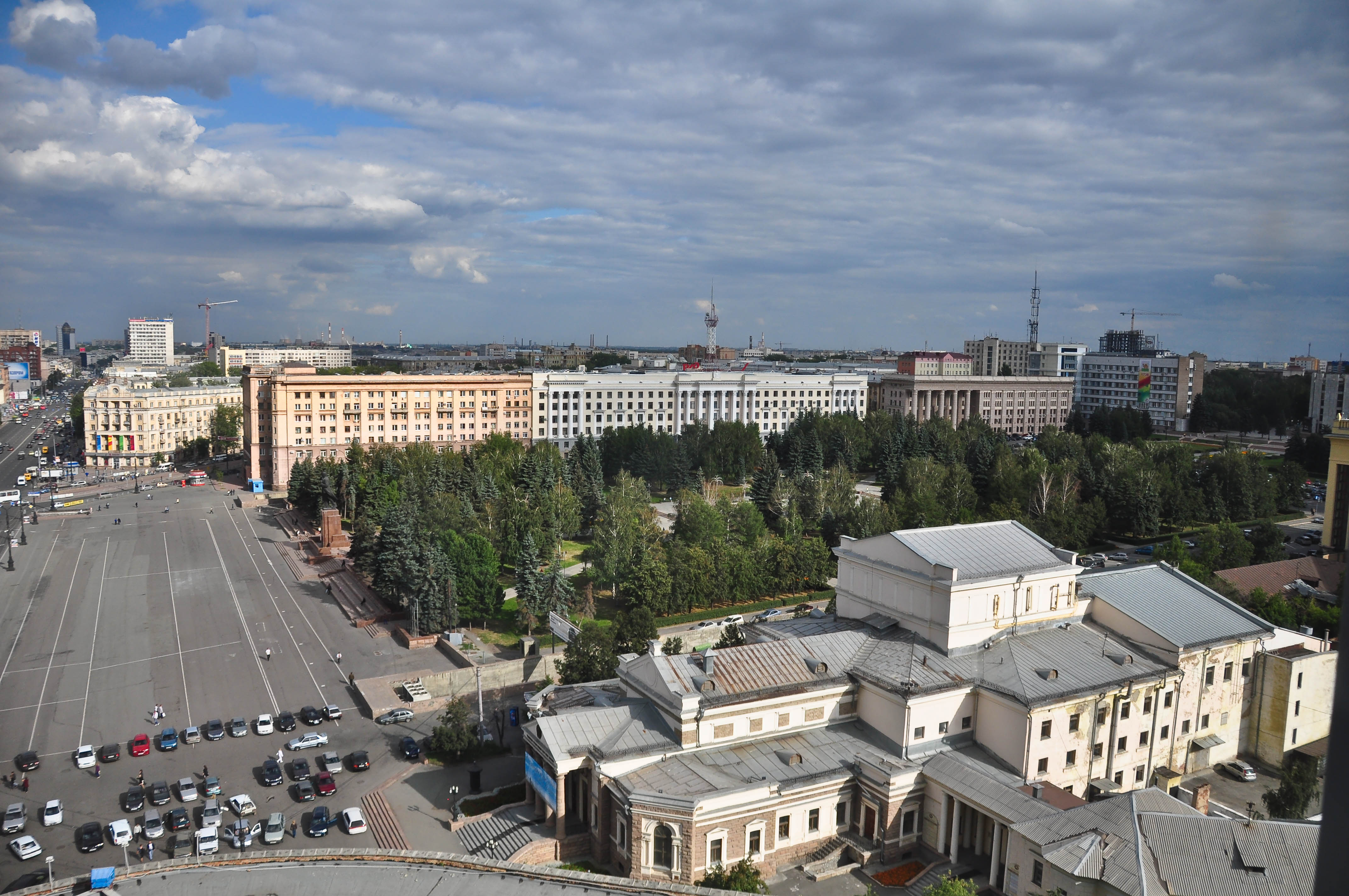
Пл.Революции, вид с западной стороны, 2011 г.
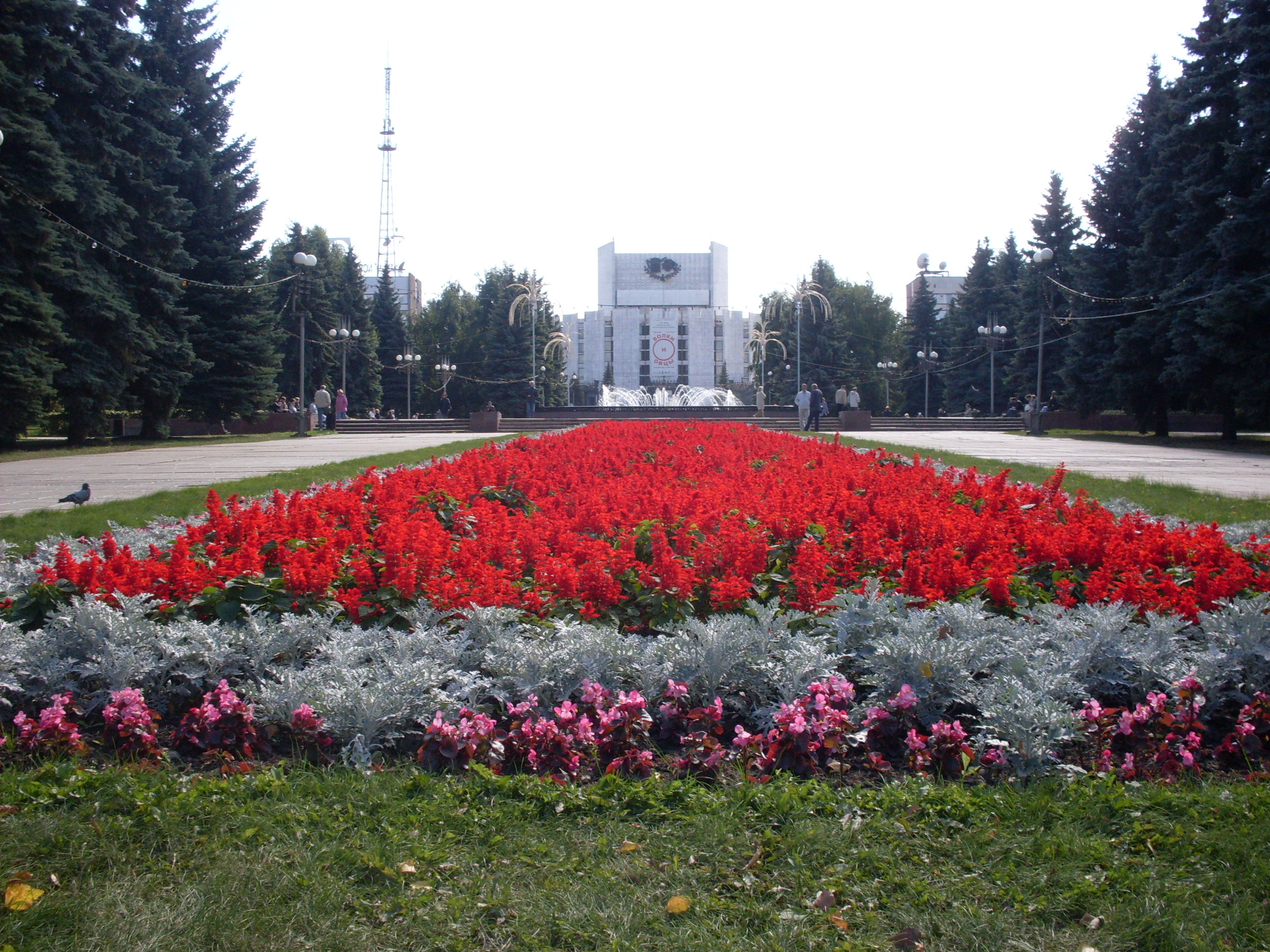
Вид площади Революции от памятника Ленину в южном направлении
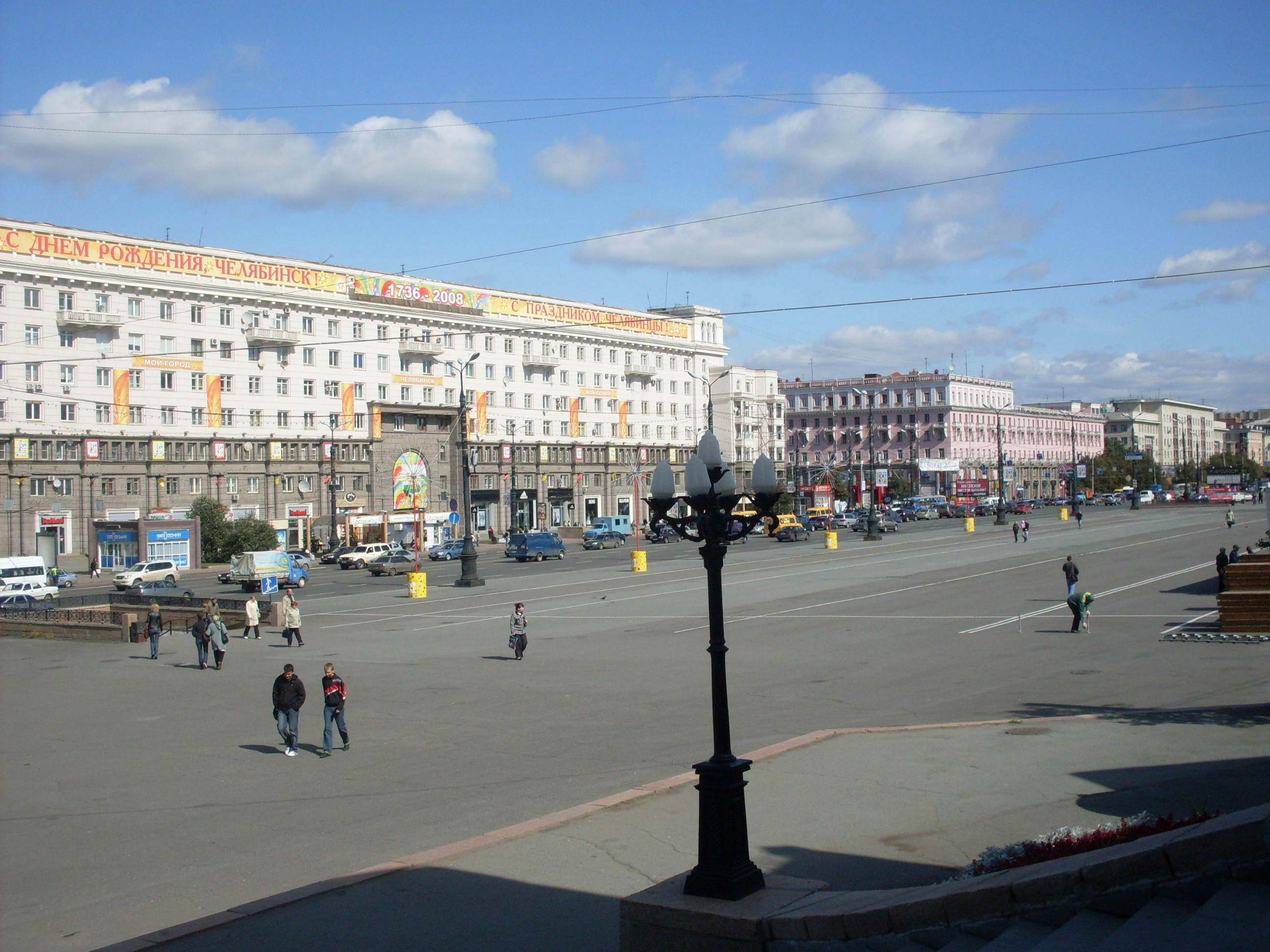
Северная часть площади, вид в северо-восточном направлении, 2008 г.
Памятник Ленину на пл. Революции, установленный в 1959 году. 2008 г.
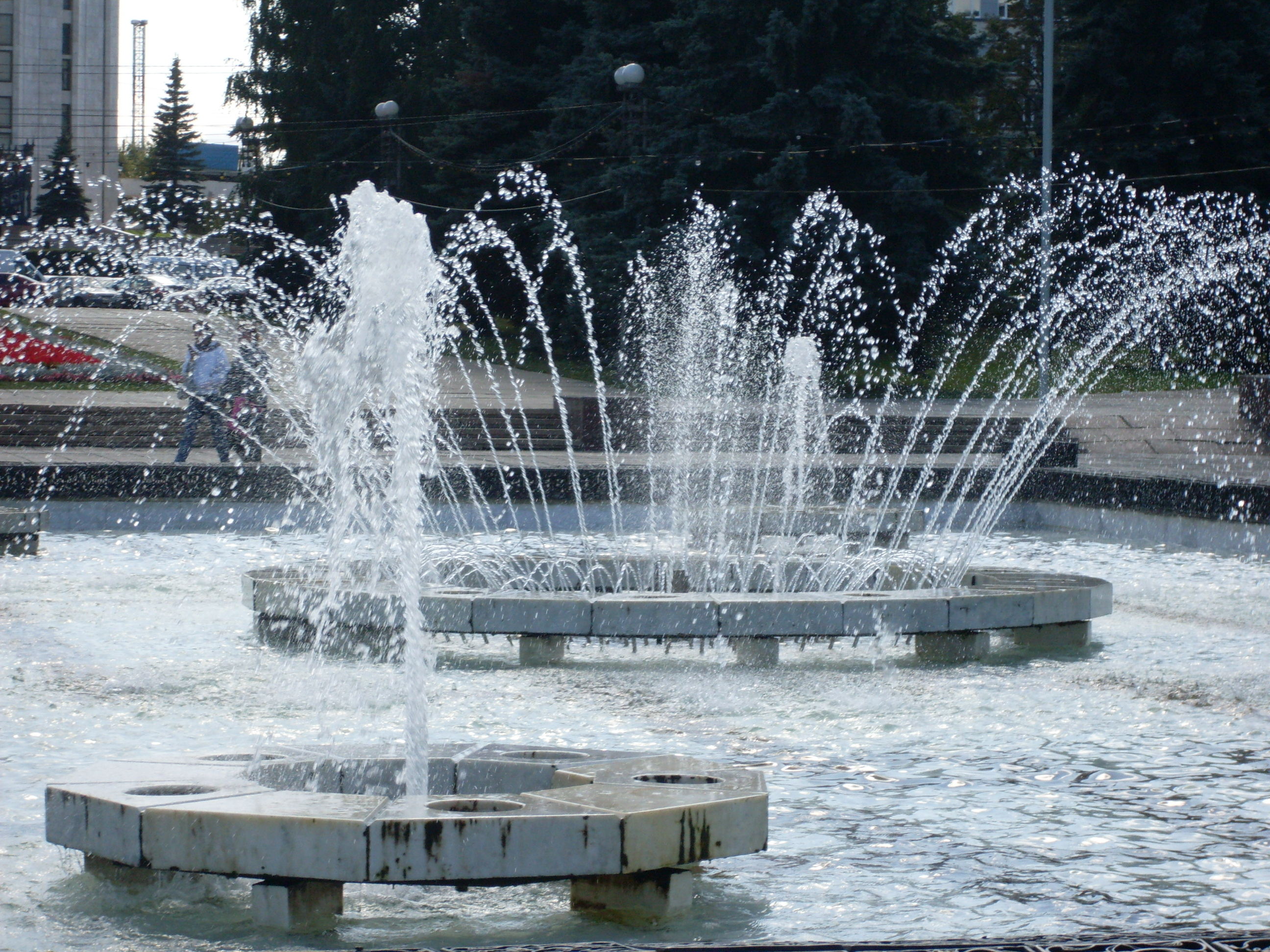
Фонтан на пл.Революции, 2008г.

Здания вокруг площади (порядок зданий на площади по расположению по часовой стрелке):

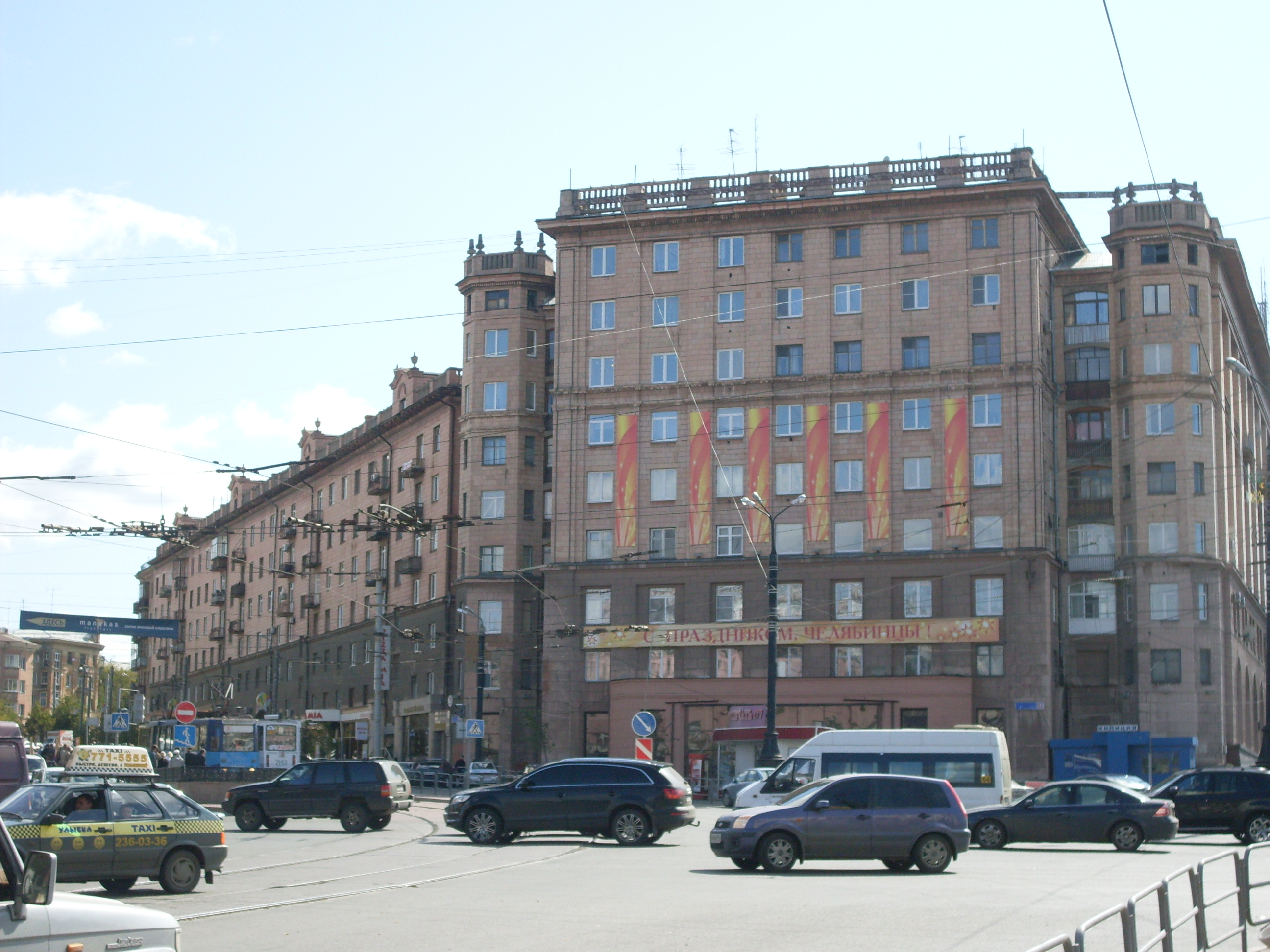
Жилое здание, размещён и музей изобразительных искусств, пл.Революции,1
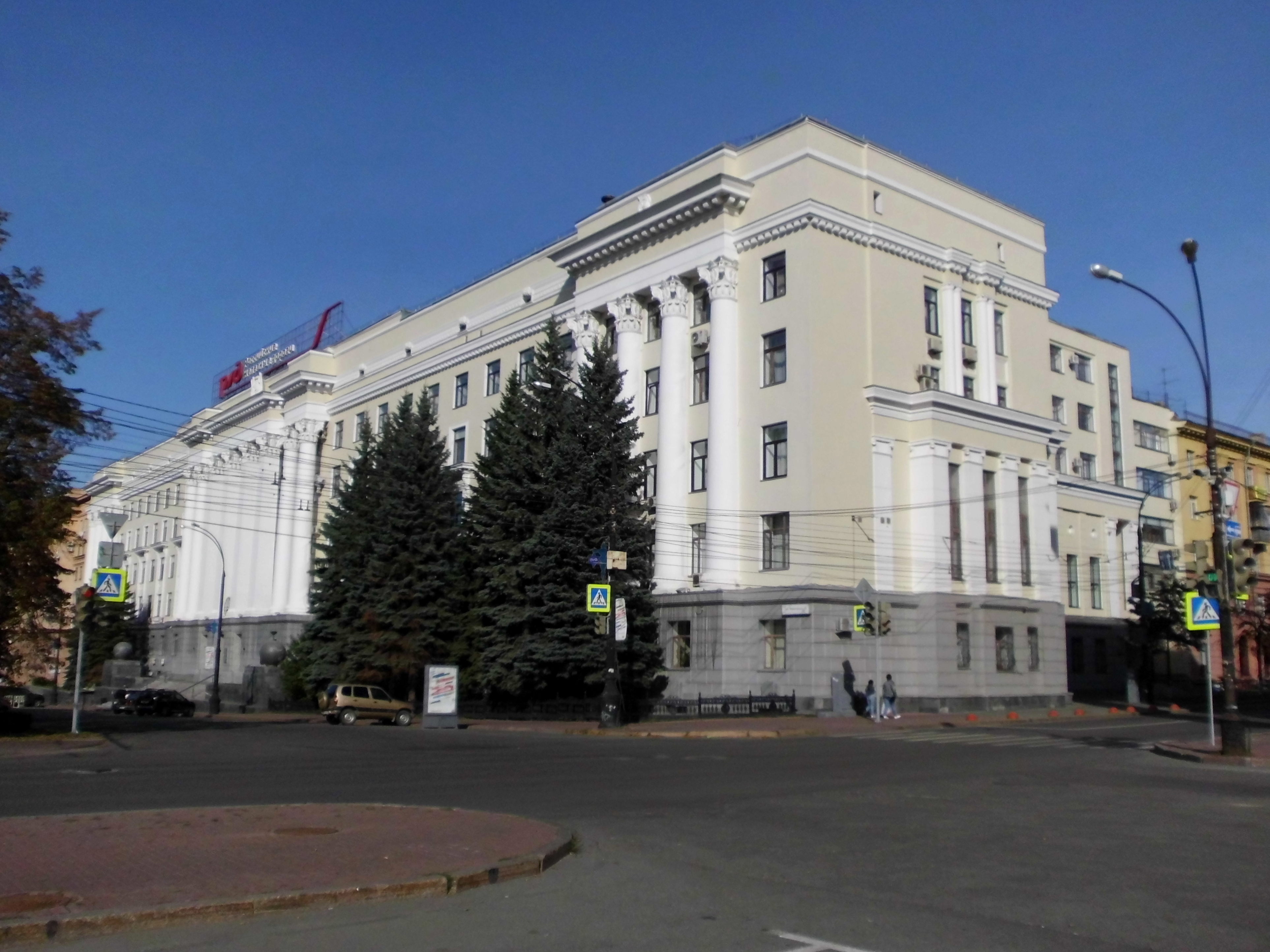
Здание Управления ЮУЖД, пл.Революции,3
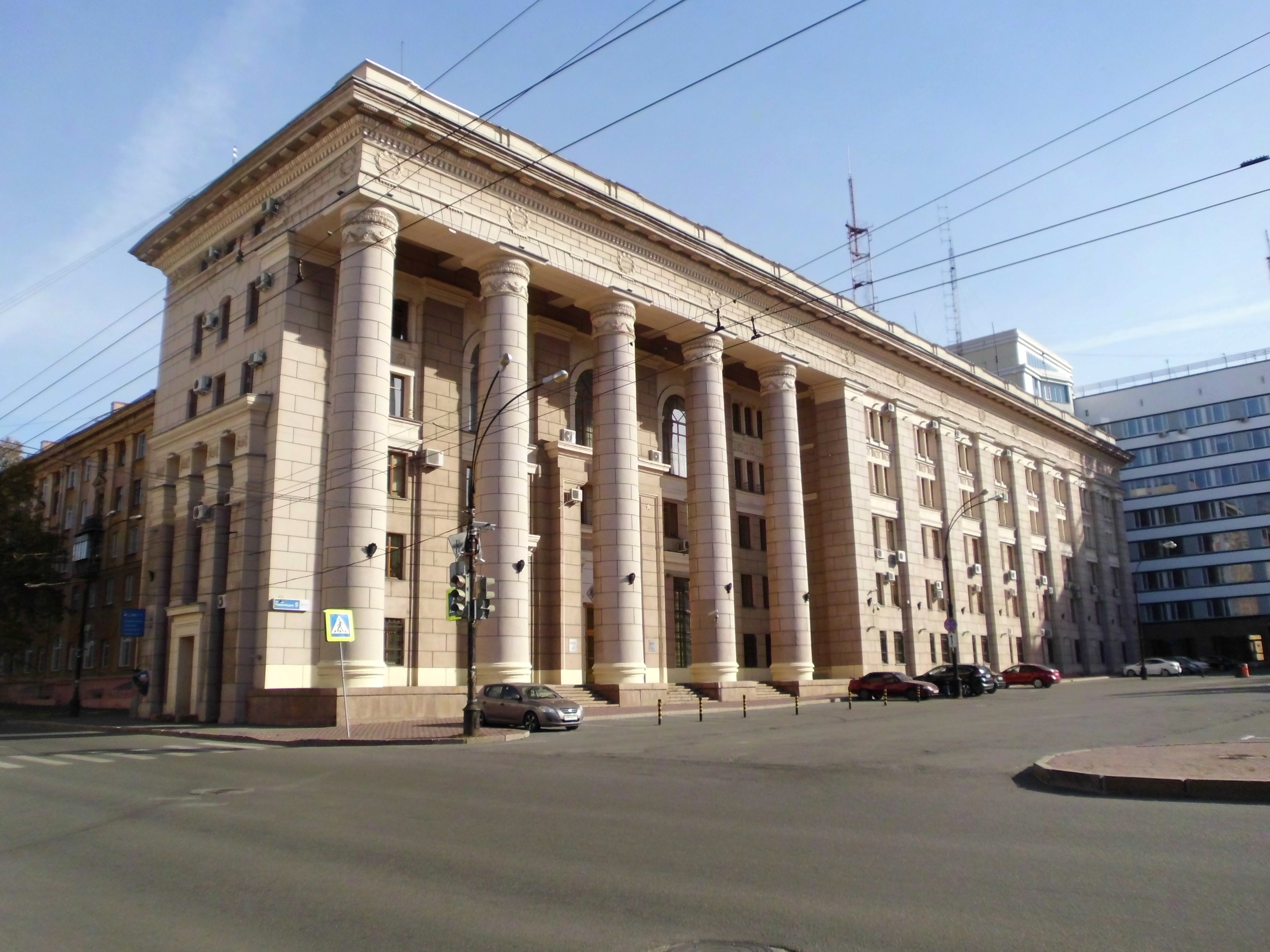
Здание «Челябэнерго», пл.Революции,5
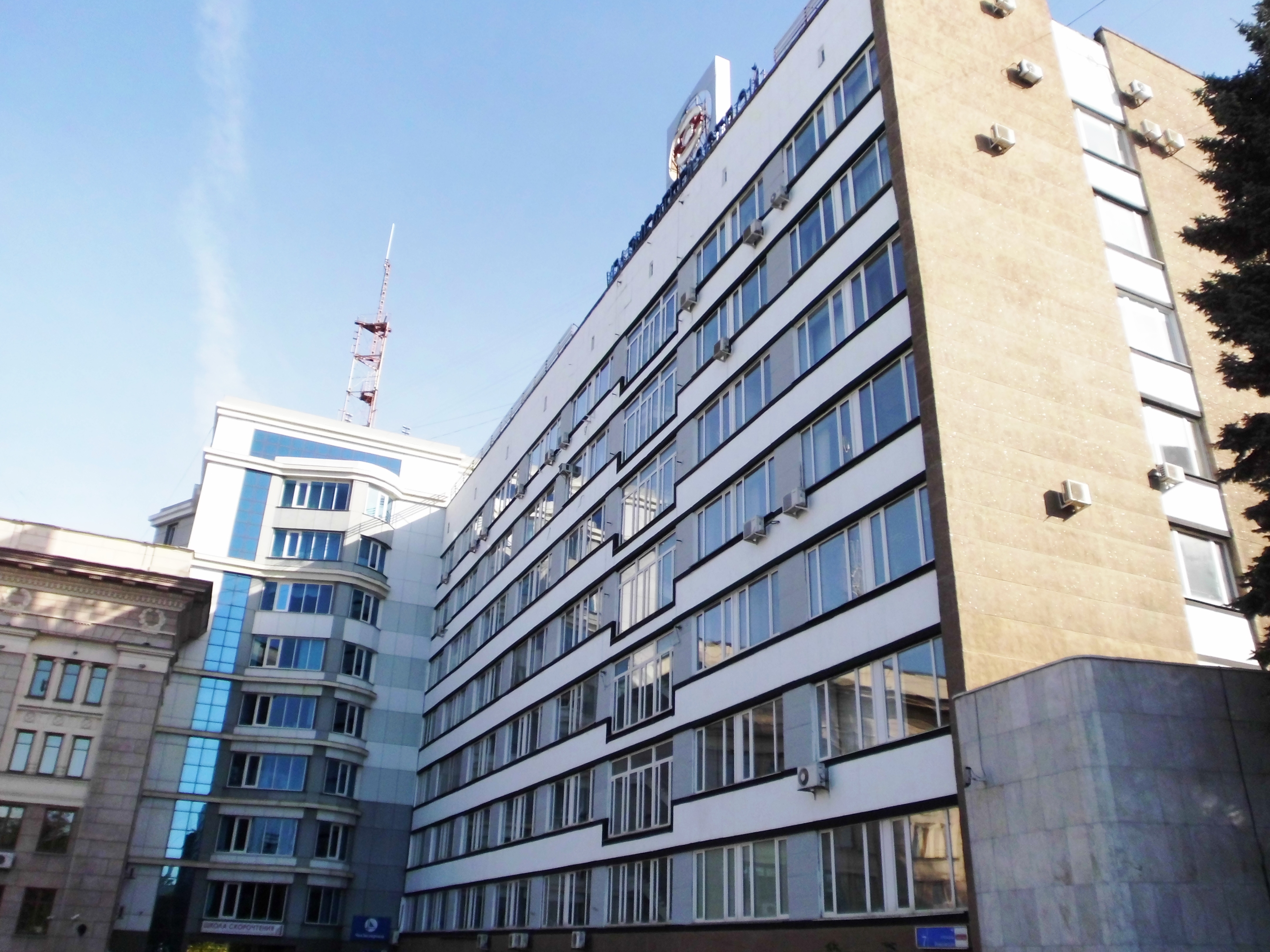
Офисное здание, пл.Революции,7 и 7-а
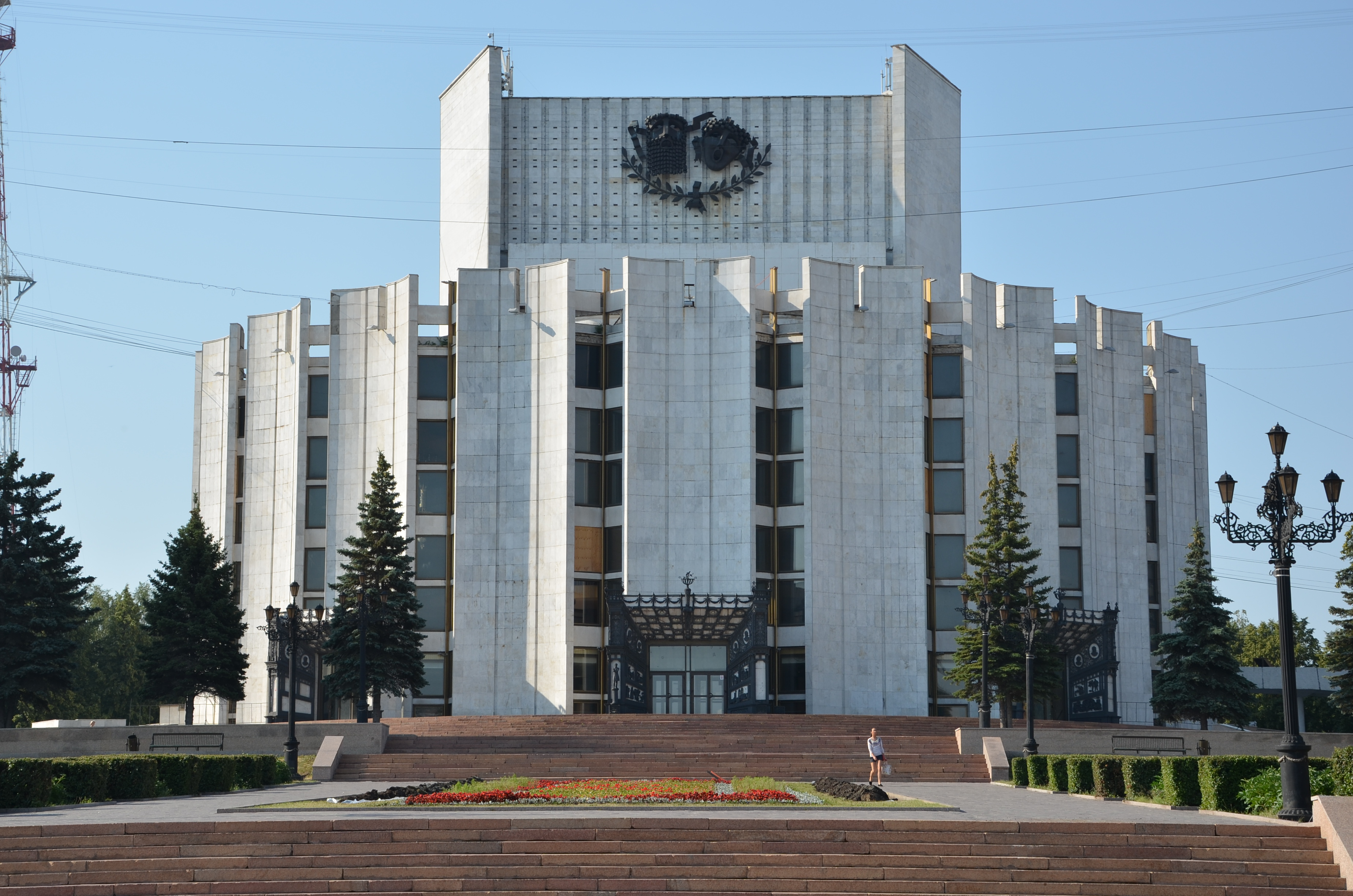
Здание драмтеатра им. Н.Орлова, пл.Революции,6
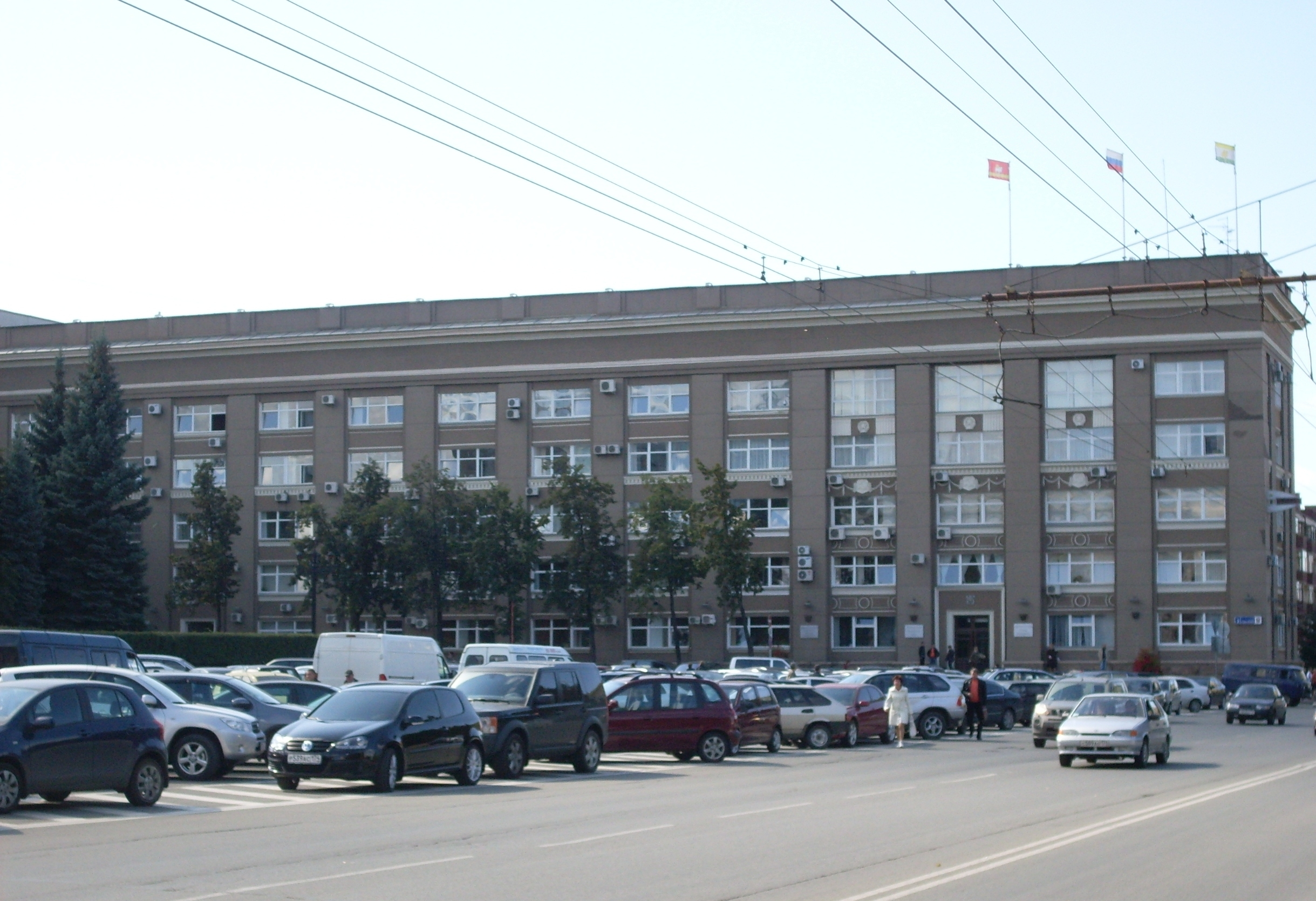
Здание Администрации города, пл.Революции,2
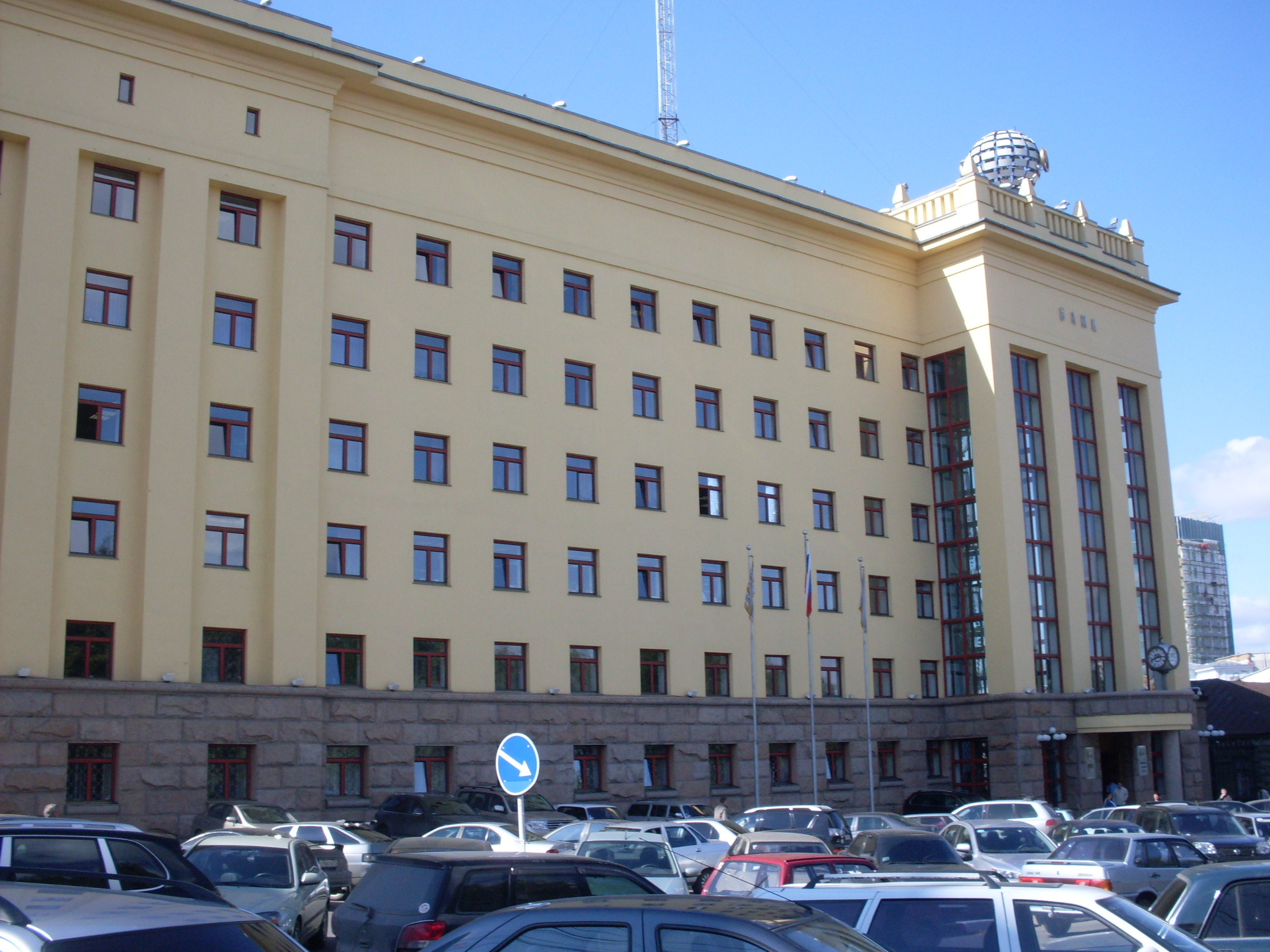
Здание Инвестбанка, пл.Революции,8
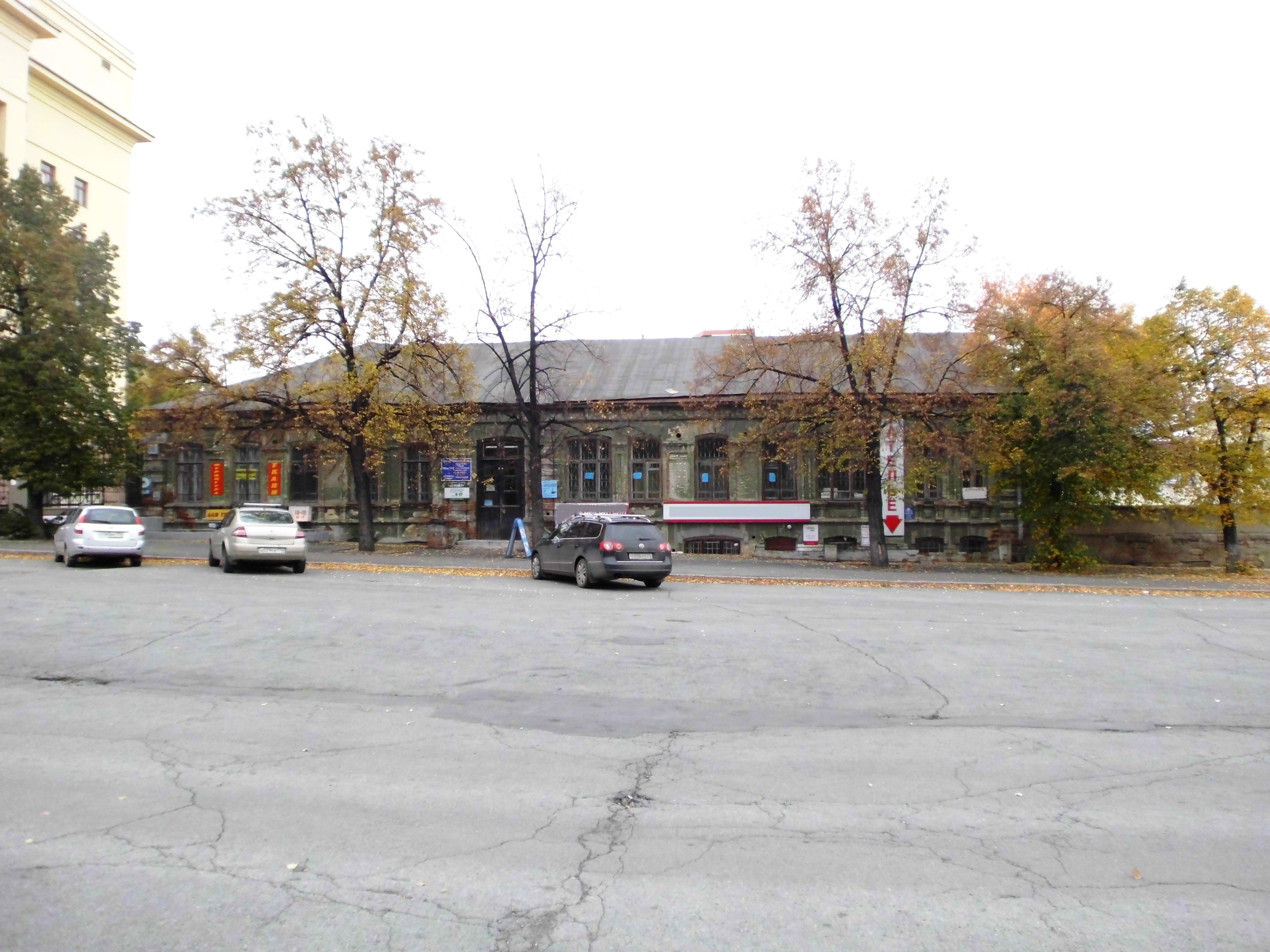
Офисное здание «Доходный дом купца А. М. Батракова», ул.Кирова,118
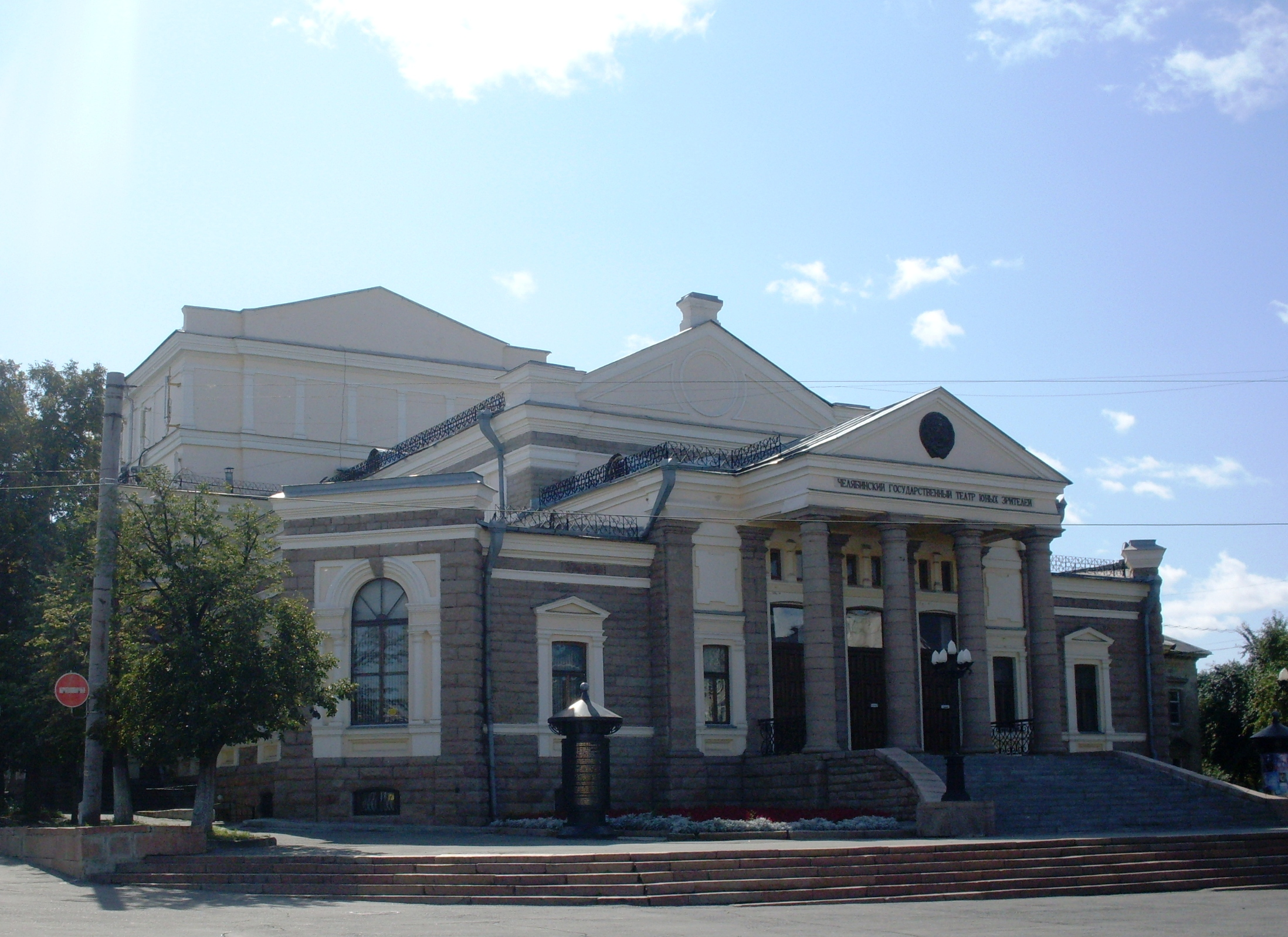
Здание «Народного дома», ул.Кирова,116 / ул.Воровского,1
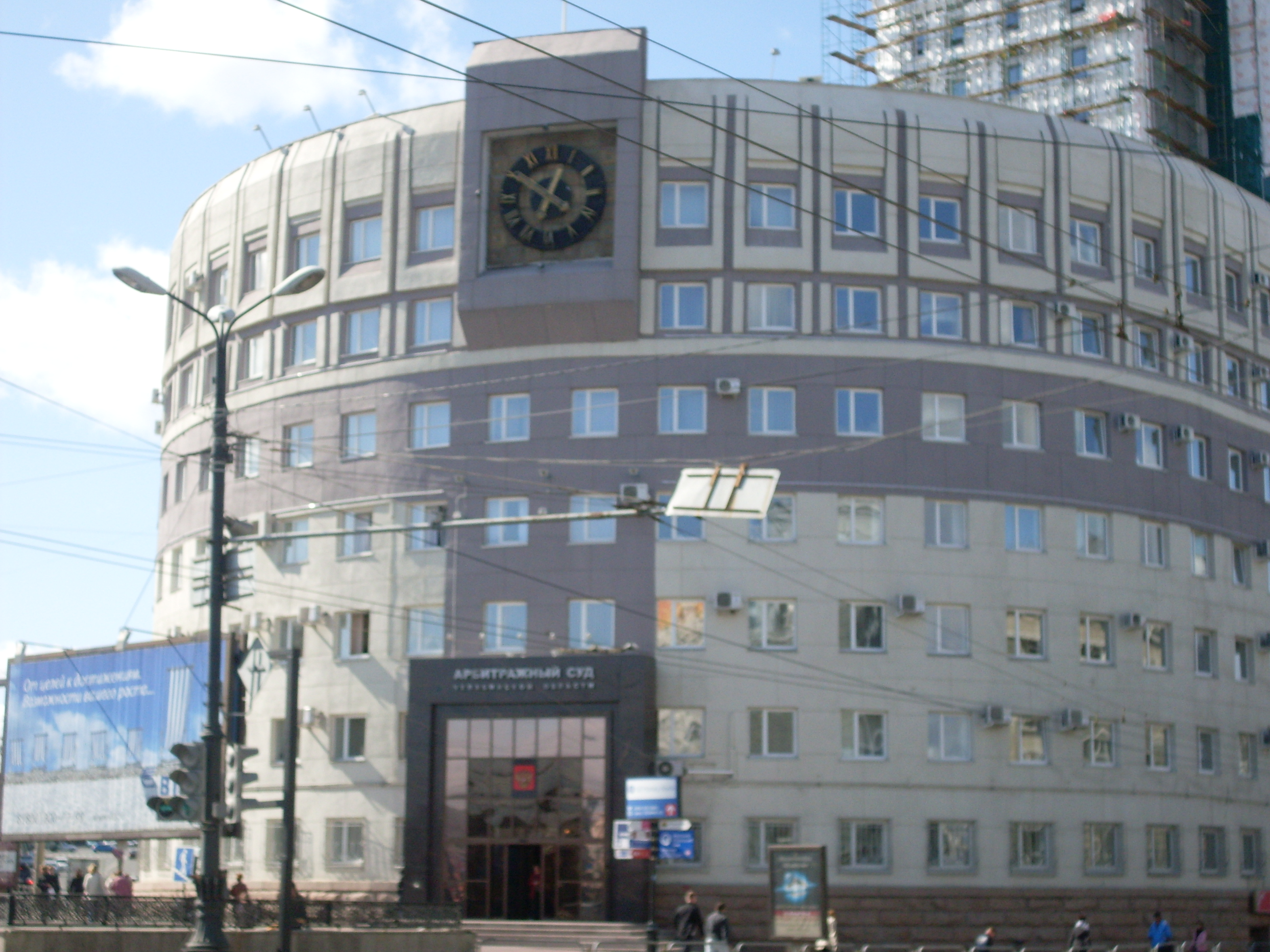
Здание Арбитражного суда, бывшая гостиница, ул.Воровского,2 / пр-т Ленина,55
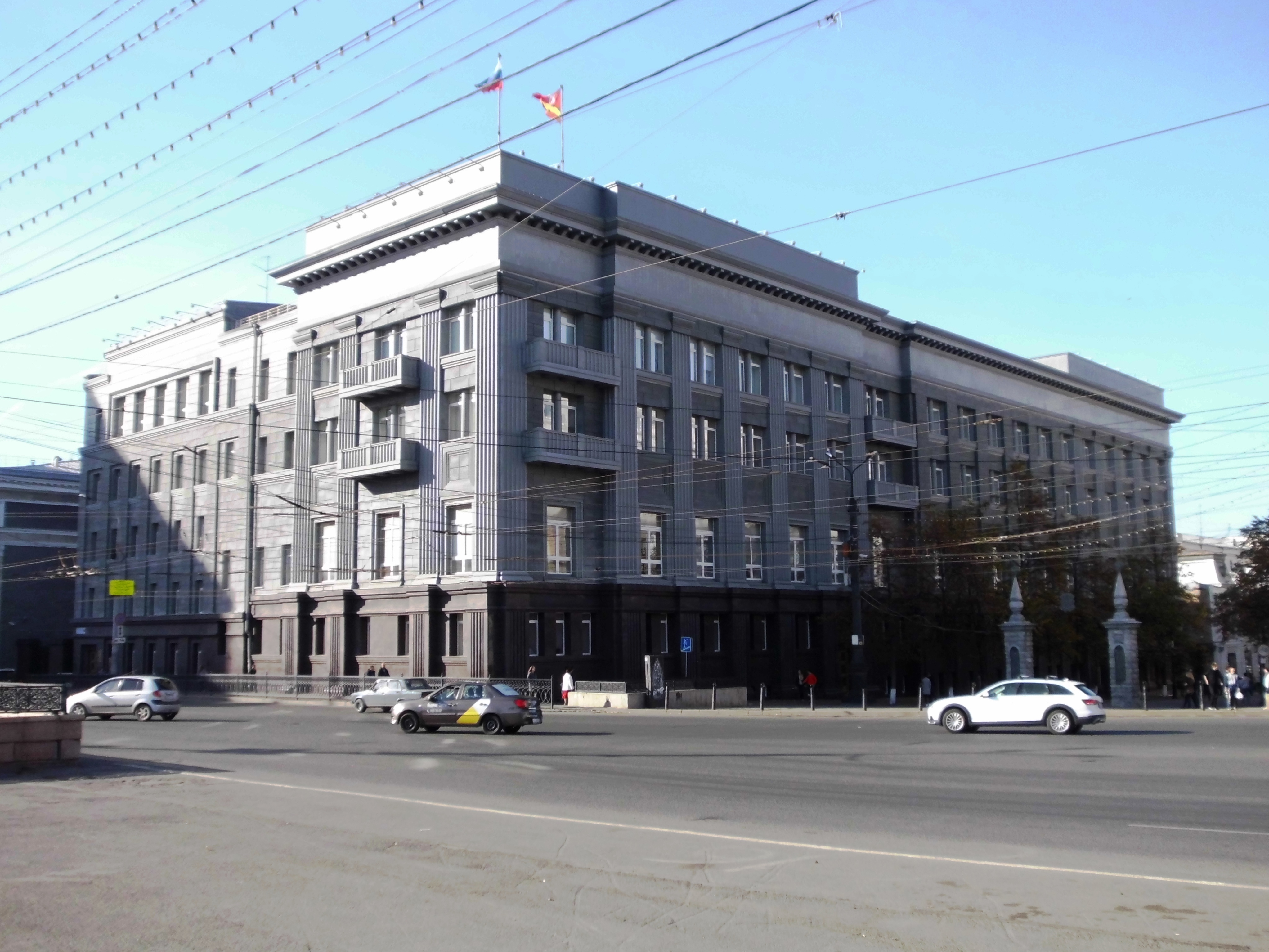
Здание Законодательного собрания области, пр-т Ленина,56 / ул.Кирова,114
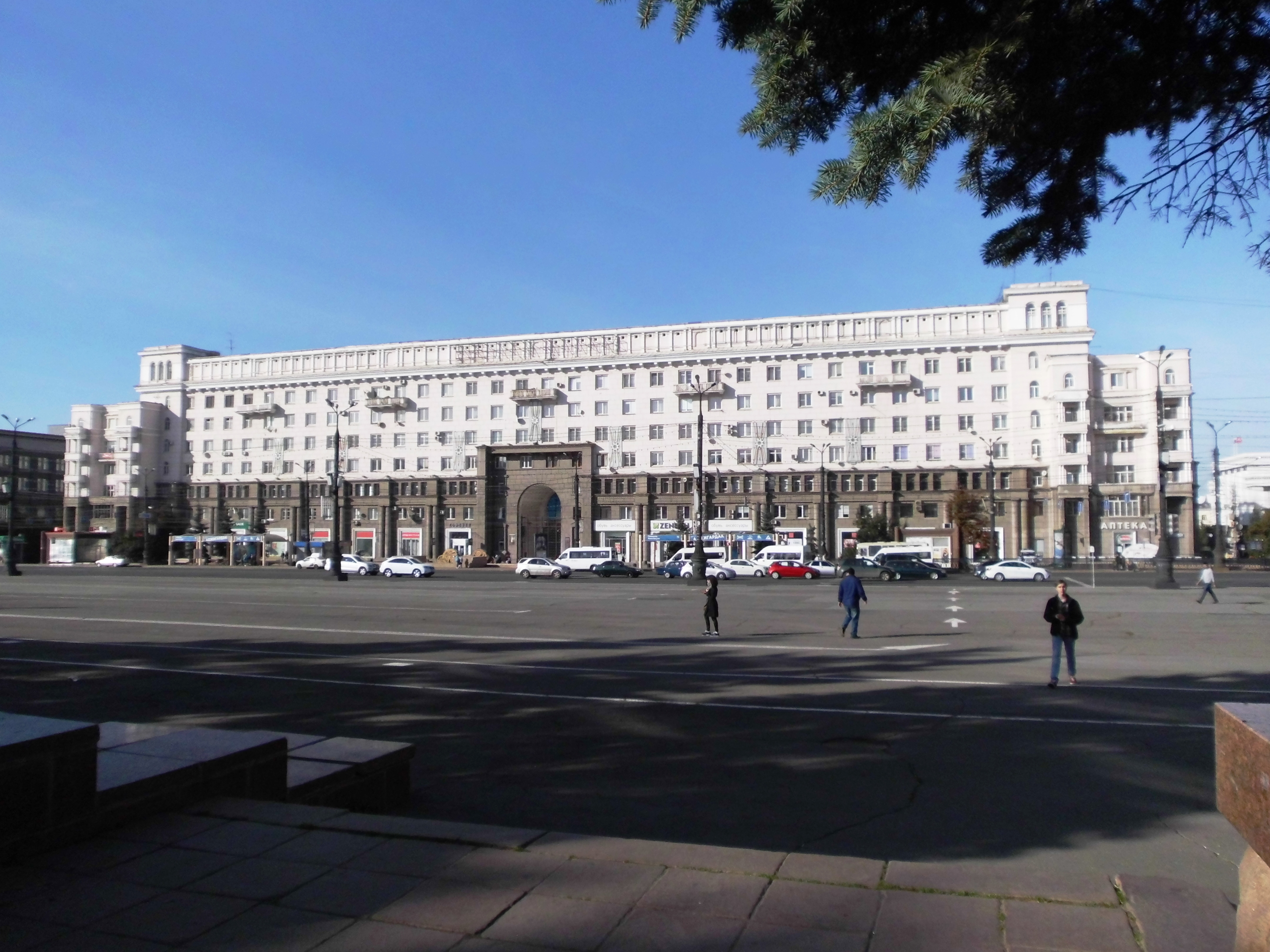
Жилое здание «Дом облисполкома», пр-т Ленина,54 / ул.Цвиллинга,36 / ул.Кирова, 177
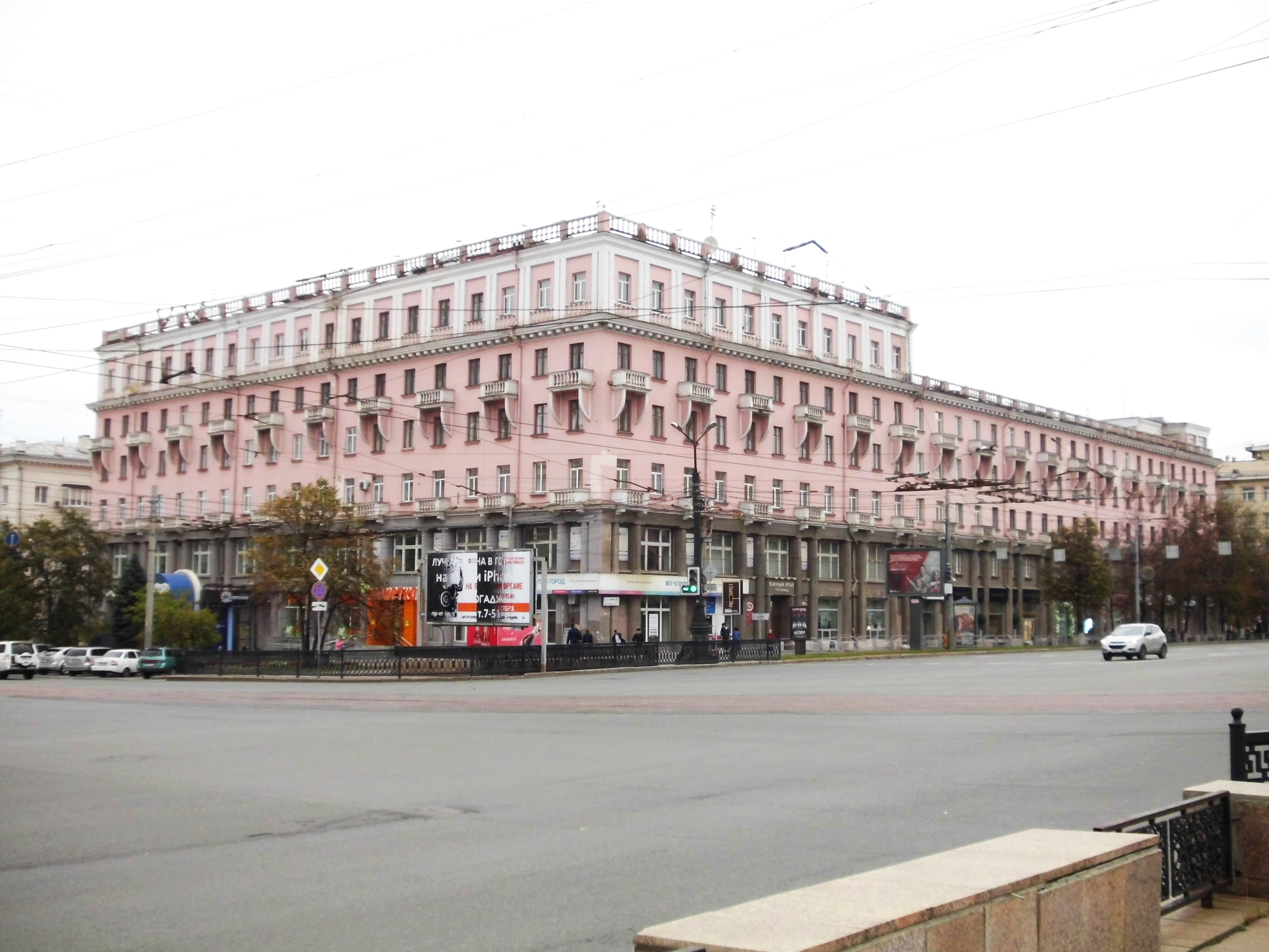
Жилое здание «Гостиница „Южный Урал“», пр-т Ленина,52
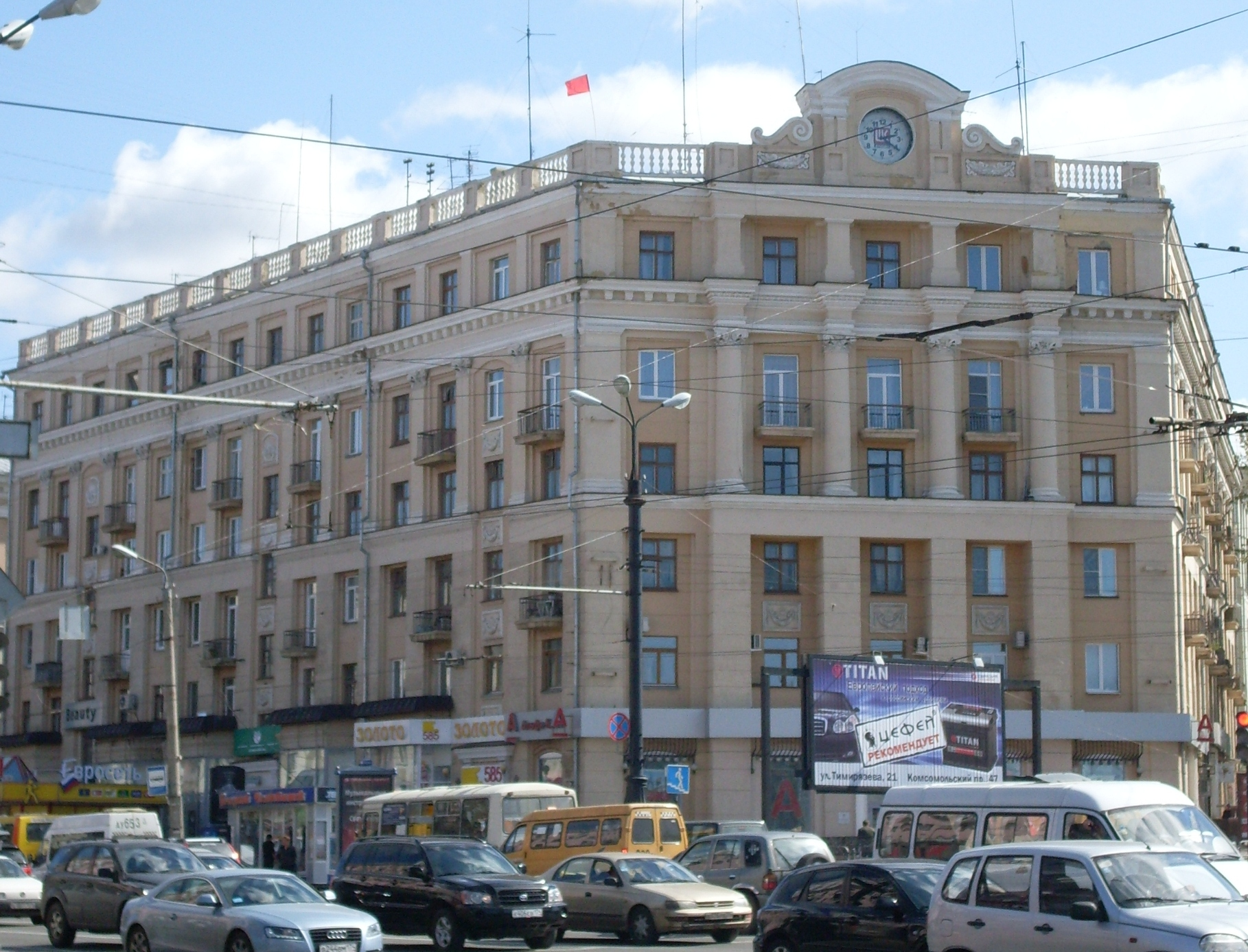
Жилое здание «Дом с магазином „Ритм“», пр-т Ленина,53 / ул.Цвиллинга,33